# 或る女
『或る女』（あるおんな）は、有島武郎が大正時代に発表した長編小説。
1911年1月『白樺』の創刊とともに「或る女のグリンプス」の題で連載を始め、1913年3月まで16回続いた。これは前半のみで、その後、後半を書き下ろしで『或る女』と改題して、1919年叢文閣から『有島武郎著作集』のうち二巻として前後編で刊行した。
佐々城信子をモデルとしたものだが、結末は創作である。実際の信子は武井勘三郎との間に一女をもうけ、武井が亡くなったあとも日曜学校などをしながら71歳まで元気に生きた。

## 登場人物とそのモデル
- 早月葉子 - 佐々城信子
- 木部孤笻 - 国木田独歩
- 倉地三吉 - 武井勘三郎
- 古藤義一 - 有島武郎
- 木村貞一 - 森広（札幌農学校の二代目校長の息子で、有島も会員だった札幌独立キリスト教会の日曜学校長を務めたあと米国へ留学。農学校で同級生だった有島と米国で再会し、佐々城信子の話をした際には落涙したという[1]）
- 早月親佐 - 佐々城豊寿
- 五十川女史 - 矢嶋楫子
- 田川夫妻 - 鳩山和夫・鳩山春子
- 内田 - 内村鑑三

## あらすじ
まだ十代の頃に、作家の木部孤笻と恋愛し家族の反対を押し切り強引に結婚したが、木部の俗っぽさに失望して結婚を破綻させた早月葉子は、妖婦的性格を帯びた、恋多き美女だった。また彼女には木部との間に定子という幼い娘がいるが、それを木部に隠し、乳母に預けていた。そしてその娘や妹たちを日本に残して、亡き母の示唆によって米国シアトル滞在中の実業家、木村貞一と結婚するためアメリカ行きの船に乗る。それは木村への愛というより、日本からの逃避、華やかなアメリカでの生活を夢見てのものだった。見送りには木村の友人である古藤が同行してきて、恋多き女である葉子に、葉子の悪評を気にせず結婚しようとしてくれている木村のためにも良妻として改心するように忠告するが、葉子は内心嘲笑する。葉子の母は女権拡張運動を行っており、葉子も新時代の女としての理想を持っていたが、美貌であり、女としての魅力もまた、男社会で成功するために利用して良いという考えを持っていた。だがそのために妖婦として悪評が募り、母の友人で、葉子がおじさまと慕っていた日本を代表するキリスト教指導者、内田にさえ見放されていた。
葉子は船内で葉子の世話を依頼されていた上流階級の貴婦人である田川夫人を嘲弄し、また岡という若く富裕だが、どこか気弱で初心な、留学生の青年などを魅了してたちまち田川夫人を押し退けて船中の社交の花形となる。また婚約者を持つ身でありながら、野性的魅力を持つ、船の事務長倉地と恋におちてしまう。ただ彼には既に妻子がいた。葉子はシアトルで木村に会うと失望して、そのまま病気を口実に帰国の船で日本へ帰り、妻子のある倉地と生活をともにし始める。倉地は葉子に妻子とは離縁したと言い、葉子を喜ばせる。二人は隠れ家で愛に満ちた二人だけの生活を送り、葉子は幸福を感じる。しかし、それが田川夫人の策動により新聞により報道され世間の非難を浴び、倉地は職を失い、葉子は親戚一同から縁を切られる。窮した葉子は木村にアメリカから送金させ、それを倉地との生活費や自分の贅沢にあてる。木村は送金の度に葉子への愛を書き連ねた手紙を送ってきた。木村は倉地と葉子の関係を勘づいていながら、自身のキリスト教道徳と葉子への未練から葉子に送金し続けるが、葉子は送金だけさせ返事も書かなかった。だがそれでも次第に倉地の失業と葉子の贅沢により、二人の生活は窮迫していく。また葉子は倉地が自分に飽きつつあるのではとの恐怖に襲われだす。そこで葉子は妹の愛子と貞世を寄宿舎から引き取り生活に活気を出そうとする。またそこに船中で知り合った岡が訪ねてくる。岡は葉子の帰国を知り、葉子に会うために留学を取りやめて自分も帰国してきたのだった。二人は再会を喜びあい、それから岡は度々遊びに訪ねてくるようになった。だがこの頃生活に窮した倉地は友人である正井などと共に、船員時代に築いた海軍軍人などとのコネを駆使し、海軍の機密情報を集めては外国に売るという売国的手段で生計を立てるようになっていた。葉子は衝撃を受けるが、自分のために倉地がそこまで身を落としたことに倉地の愛を感じ、自分への誇りを感じた。だがそこに徴兵され軍営にいた古藤が訪ねてきて、木村を利用している葉子を責める。葉子は古藤の言葉を幼いと思いつつ、核心をついた批判に罪悪感を感じる。また葉子は子宮の病によって次第に体を蝕まれつつあった。その上、倉地が妻子とまだ別れていないのではないか、他に愛人がいるのではないか、自分の妹の愛子とも関係しているのではなどの病的な妄想と猜疑心に取り憑かれるようになる。さらに病により衰えていくように思われる自分の容姿にひきかえ、日々美しくなっていく妹たちに次第に嫉妬と憎悪の念を抱くようにさえなる。特に以前から自分に反抗的かつ倉地のお気に入りであり、自分への岡の愛を奪ったように感じられる愛子には辛く当たるようになる。また倉地の仕事もだんだん破綻しだし、正井から葉子は脅迫され金を奪われるようにさえなる。さらに貞世が腸チフスで入院するにあたり、葉子の錯乱は頂点に達し、貞世と倉地に暴行まで振るうに及び、葉子は入院させられてしまう。そのすぐ後、倉地までが失踪し、愛子や岡も見舞いに来なくなり、葉子は倉地への激しい執着を抱いたまま手術後の疼痛に苦しむのであった。

## 評価
発表当時は、モデル小説であり通俗的であるとして評価されなかったが、戦後になって、日本近代に珍しい本格的純文学として評価されるようになり、1970年以降、のちコロンビア大学教授となるポール・アンドラが博士論文の主題とし、フェミニズム批評の対象ともなった。また文庫版などで広く読まれ続けているが、結末を懲罰とする見方もあり、評価は一定しているとは言えない。

## 映画
- 『或る女』（製作：大映、1954年3月13日公開）

スタッフ
- 監督：豊田四郎
- 脚本：八住利雄
- 音楽：團伊玖磨
- 撮影：峰重義
- 美術：木村威夫

キャスト
- 早月葉子：京マチ子
- 倉地三吉：森雅之（作者・有島の息子）
- 木村貞一：船越英二
- 木部孤笻：芥川比呂志
- 早月愛子：若尾文子
- 早月親佐：夏川静江
- 岡義夫：沼田曜一
- 内田牧師：信欣三
- 内田房子：滝花久子
- 興録：近衛敏明
- 葉子の叔父：河原侃二
- 五十川：長岡輝子
- 婆や・とめ：浦辺粂子
- つや：小田切みき
- 水商売風の女：岡村文子
- 商人風の男：星ひかる
- 高松英郎
- 高品格

## テレビドラマ
- 或る女（1962年2月2日 - 3月9日、日本テレビで放送） - 脚本:布施博一、演出:梅谷茂、出演：鳳八千代、丹波哲郎、伊藤弘子、永田靖、奈良岡朋子、山本礼三郎、佐竹明夫他
- 或る女（1964年11月2日 - 11月30日、フジテレビ・ライオン奥様劇場で放送） - 脚本:増村保造、演出:崎山周、出演:標滋賀子、三津田健、安部徹、二木てるみ他

## 翻訳
- A certain woman /Kenneth Strong　Tokyo : University of Tokyo Press 1978（英語）
- Les jours de Yoko /M. Yoshitomi et Albert Maybon  P. Picquier, c1998.（フランス語）
- Yoko : roman /Alla Verbetchi - Arania, c1992.（ルーマニア語）